# Gyoda
Gyoda (行田市 -shi) é uma cidade japonesa localizada na província de Saitama.
Em 2003 a cidade tinha uma população estimada em 85 781 habitantes e uma densidade populacional de 1 393,68 h/km². Tem uma área total de 61,55 km².
Recebeu o estatuto de cidade a 3 de Maio de 1949.